# Mick Schumacher
Mick Schumacher (* 22. března 1999 Vufflens-le-Château, Švýcarsko) je německý automobilový závodník, který závodí v FIA World Endurance Championship za tým Signatech Alpine. Schumacher závodil ve Formuli 1 v letech 2021 až 2022. Je synem závodníka Michaela Schumachera, při motokárových závodech však používal pseudonymy Mick Betsch (příjmení matky Corinny za svobodna) a Mick Junior.

## Motokárové závody
Svou závodnickou kariéru začal v roce 2008 v závodech motokár.

## Závody v monopostech
Od roku 2015 jezdí ve formulových závodech, od roku 2017 v evropské sérii Formule 3.
V roce 2020 se stal šampionem ve Formuli 2. V sezónách 2021 a 2022 byl jezdcem Formule 1 u týmu Haas. Jeho týmový kolega je dánský jezdec Kevin Magnussen. Dne 17. listopadu 2022 tým Haas oznámil že po sezóně 2022 Mick u týmu skončí, to nastalo a byl nahrazen Nicem Hulkenbergem. Ve čtvrtek 15. prosince tým Mercedes-Benz Grand Prix Limited oznámil, že Schumacher bude pro sezónu 2023 testovacím a rezervním jezdcem. Nahradí tak Stoffela Vandoorna a Nycka De Vriese.

## Kompletní výsledky ve Formuli 1
| Legenda k tabulce | Legenda k tabulce                                                                       |
| Barva             | Výsledek                                                                                |
| ----------------- | --------------------------------------------------------------------------------------- |
| Zlatá             | Vítěz                                                                                   |
| Stříbrná          | 2. místo                                                                                |
| Bronzová          | 3. místo                                                                                |
| Zelená            | Bodované umístění                                                                       |
| Modrá             | Nebodované umístění                                                                     |
| Modrá             | Dokončil neklasifikován (NC)                                                            |
| Fialová           | Odstoupil (Ret)                                                                         |
| Červená           | Nekvalifikoval se (DNQ)                                                                 |
| Červená           | Nepředkvalifikoval se (DNPQ)                                                            |
| Černá             | Diskvalifikován (DSQ)                                                                   |
| Bílá              | Nestartoval (DNS)                                                                       |
| Bílá              | Závod zrušen (C)                                                                        |
| Světle modrá      | Pouze trénoval (PO)                                                                     |
| Světle modrá      | Páteční testovací jezdec (TD)                                                           |
| Bez barvy         | Netrénoval (DNP)                                                                        |
| Bez barvy         | Vyřazen (EX)                                                                            |
| Bez barvy         | Nepřijel (DNA)                                                                          |
| Bez barvy         | Odvolal účast (WD)                                                                      |
| Bez barvy         | Nezúčastnil se (prázdné)                                                                |
| Označení          | Význam                                                                                  |
| Tučnost           | Pole position                                                                           |
| Kurzíva           | Nejrychlejší kolo                                                                       |
| †                 | Jezdec nedojel do cíle, ale byl klasifikován, protože odjel více než 90 % délky závodu. |
| ‡                 | Byl udělován poloviční počet bodů, protože bylo odjeto méně než 75 % délky závodu.      |
| Horní index       | Umístění bodujících jezdců ve sprintu                                                   |

| Rok  | Tým                     | Šasi                  | Motor                  | 1      | 2      | 3      | 4      | 5      | 6      | 7       | 8      | 9       | 10     | 11     | 12     | 13     | 14     | 15      | 16     | 17     | 18      | 19     | 20     | 21      | 22     | Body | Umístění  |
| ---- | ----------------------- | --------------------- | ---------------------- | ------ | ------ | ------ | ------ | ------ | ------ | ------- | ------ | ------- | ------ | ------ | ------ | ------ | ------ | ------- | ------ | ------ | ------- | ------ | ------ | ------- | ------ | ---- | --------- |
| 2020 | Alfa Romeo Racing ORLEN | Alfa Romeo Racing C39 | Ferrari 065 1,6 V6 t   | AUT    | STY    | HUN    | GBR    | 70A    | ESP    | BEL     | ITA    | TUS     | RUS    | EIF TD | POR    | EMI    | TUR    | BHR     | SKR    |        |         |        |        |         |        | –    | –         |
| 2020 | Haas F1 Team            | Haas VF-20            | Ferrari 065 1,6 V6 t   |        |        |        |        |        |        |         |        |         |        |        |        |        |        |         |        | ABU TD |         |        |        |         |        | –    | –         |
| 2021 | Uralkali Haas F1 Team   | Haas VF-21            | Ferrari 065/6 1,6 V6 t | BHR 16 | EMI 16 | POR 17 | ESP 18 | MON 18 | AZE 13 | FRA 19  | STY 16 | AUT 18  | GBR 18 | HUN 12 | BEL 16 | NED 18 | ITA 15 | RUS Ret | TUR 19 | USA 16 | MXC Ret | SAP 18 | QAT 16 | SAU Ret | ABU 14 | 0    | 19. místo |
| 2022 | Haas F1 Team            | Haas VF-22            | Ferrari 066/7 1,6 V6 t | BHR 11 | SAU WD | AUS 13 | EMI 17 | MIA 15 | ESP 14 | MON Ret | AZE 14 | CAN Ret | GBR 8  | AUT 6  | FRA 15 | HUN 14 | BEL 17 | NED 13  | ITA 12 | SIN 13 | JPN 17  | USA 15 | MXC 16 | SAP 13  | ABU 16 | 12   | 16. místo |

Poznámky
1. ↑  Mick Schumacher měl nastoupit do prvního pátečního tréninku před Grand Prix Eifelu, ale kvůli špatnému počasí byl trénink zrušen.